# Idiocnemis pruinescens
Idiocnemis pruinescens är en trollsländeart som beskrevs av Maurits Anne Lieftinck 1949. Idiocnemis pruinescens ingår i släktet Idiocnemis och familjen flodflicksländor. Inga underarter finns listade i Catalogue of Life.